# رود بیریوک
رود بیریوک (انگلیسی: Biryuk) یک رودخانه در یاقوتستان کشور روسیه است.